# Moses Effiong
Moses Effiong (ur. 4 października 1959, zm. 26 stycznia 2025 w Stanach Zjednoczonych) – nigeryjski piłkarz grający na pozycji bramkarza. W swojej karierze grał w reprezentacji Nigerii.

## Kariera klubowa
W swojej karierze Effiong grał w klubach: Sharks FC, New Nigerian Bank FC i Shooting Stars FC.

## Kariera reprezentacyjna
W 1982 roku Effiong został powołany do reprezentacji Nigerii na igrzyska olimpijskie w Moskwie i na Puchar Narodów Afryki 1980. W tym pucharze był rezerwowym bramkarzem i nie rozegrał żadnego meczu. Z Nigerią wywalczył mistrzostwo Afryki.